# Фрол (Вологодская область)
Фрол — деревня в Грязовецком районе Вологодской области России.
Входит в состав Перцевского муниципального образования, с точки зрения административно-территориального деления — центр Фроловского сельсовета.
Расположена в 28 км от районного центра по асфальтированной дороге Фрол — Суворково — Грязовец. По этому маршруту организовано движение пассажирских автобусов. Ближайшие населённые пункты — Курочкино, Большое Займище, Неклюдово.

## Население
| 2010 |
| ---- |
| 335  |

По переписи 2002 года население — 374 человека (174 мужчины, 200 женщин). Всё население — русские.

## История
Деревня Фрол была названа по Фроло-Лаврской церкви, построенной и освящённой в 1780 году. Церковь была центром Фроло-Лаврского Павловотчинского прихода Грязовецкого уезда. Наиболее почитаемой иконой в приходе была икона Божией Матери «Скоропослушница», сохранились сведения о том, что в 1911 году икону привозили в приход. Считалось, что она может исцелять слепых, помогать от падучей и беснования.
В 1929 году в Грязовецком районе были образованы сельсоветы, в том числе Зиновьевский сельсовет с центром в деревне Фроловская. В 1934 году он был переименован в Грязовецкий, в 1979 году — во Фроловский.

С 2006 года деревня Фрол была центром сельского поселения Фроловское, в 2009 году оно вошло в состав Перцевского сельского поселения

В 2006 году Фроловский сельсовет был преобразован в сельское поселение Фроловское, деревня Фрол стала его административным центром. В 2009 году муниципальное образование Фроловское вошло в состав Перцевского муниципального образования.

## Экономика
В деревне действует производственный кооператив «Согласие» (ранее совхоз «Согласие»), занимающийся разведением крупного рогатого скота и растениеводством.
Работают Дом культуры, медпункт. В 1979 году при совхозе открыт детский сад (в 1992 году передан управлению образования). В 1995 году открыта Фроловская средняя общеобразовательная школа.
В деревне расположен филиал Грязовецкой библиотеки. В её зону ответственности входит 21 населённый пункт. При библиотеке работают клубы «Керамика», «Подружка», «Наш театр», «Рябинка».